# 英雄無淚 (1986年電影)
《英雄無涙》，據影圈中人透露，此片在起草階段時，名為《飲血部隊》，及後在此片正式上畫前，片商一度欲命名為《黃昏戰士》，最後正式上畫時定名為《英雄無淚》，是1986年上映的一部香港動作電影，由吳宇森擔任導演及編劇，高雄及林正英主演，在泰國取景拍攝；在電影分級制度下為香港三級片。此片亦是高雄整個演藝生涯中唯一擔任男主角的電影作品。

## 劇情
1975年泰國政府為逮捕金三角地區毒品大王森頓將軍，安排了一班僱傭兵執行任務。該班僱傭兵一共五人，以陳忠（高雄 飾）為首，其餘有大個子、老錢、秋生及阿義。行動的報酬除金錢之外，陳忠可以帶家人及朋友到美國生活。行動中雖然能捉拿森頓將軍，但阿義被擊斃。陳忠帶着森頓將軍及其餘人原想先返家接其家人（包括：兒子小強、亡妻之妹茱莉及外父）一同到泰國，但外父被森頓將軍部下殺死，陳忠只能救回兒子及小姨。在途中經過越南邊境時，為救一名被一羣士兵凌辱的法國女子時，將一名越南上校（林正英 飾）的右眼打盲。此時陳忠除被森頓將軍部下追殺外，還要應付越南上校及其部下，陳忠能否逃出生天及完成去美國心願......

## 角色
| 演員   | 角色     | 備註       |
| 高雄   | 陳忠     | 僱傭兵首領 |
| 錢月笙 | 老錢     | 僱傭兵     |
| 林正英 | 越南上校 |            |
| 劉秋生 | 秋生     | 僱傭兵     |
| 李海淑 | 茱莉     | 陳忠之小姨 |

## 意外
《英雄無淚》使用了真槍實彈拍攝，令劇中一名演員中彈，事件後整部電影及導演吳宇森皆遭雪藏，只被允許先在南韓上映，三年後才解凍在香港戲院公映。

## 外部連結
- 香港影庫上《英雄無淚》的資料（繁體中文）
- 開眼電影網上《英雄無淚》的資料（繁體中文）
- 豆瓣电影上《英雄無淚》的資料 （简体中文）
- 时光网上《英雄無淚》的資料（简体中文）
- AllMovie上《英雄無淚》的资料（英文）
- 爛番茄上《英雄無淚》的資料（英文）
- 互联网电影数据库（IMDb）上《英雄無淚》的资料（英文）